# Asceua radiosa
Asceua radiosa är en spindelart som beskrevs av Rudy Jocqué 1986. Asceua radiosa ingår i släktet Asceua och familjen Zodariidae. Inga underarter finns listade i Catalogue of Life.